# Organización por la Liberación del Pueblo Irlandés
La Organización por la Liberación del Pueblo Irlandés (en inglés: Irish People's Liberation Organization, IPLO) fue un grupo terrorista en Irlanda del Norte fundado en 1986 por militantes del Ejército Irlandés de Liberación Nacional (EILN o INLA por sus siglas en inglés) con ideología marxista-leninista. Durante seis años, OLPI instauró un reino de terror mediante asesinatos internos en el movimiento republicano irlandés, especialmente contra miembros del EILN, y con las disputas internas entre sus jefes, Jimmy Brown y Sammy Ward. El 31 de octubre de 1992, a causa de la mala prensa que recibieron los republicanos por los asesinatos y la participación de cuadrillas nacionalistas en el narcotráfico, el IRA Provisional lo destruyó en una purga sangrienta. No hay muchos documentos acerca de OLPI, porque su existencia ocurrió en el contexto de los Troubles, y muchas de esas actividades no fueron conocidas como obras específicas de OLPI.

## Inicio
Los jefes del OLPI abandonaron el EILN en 1986 ya que el grupo anterior había sido infiltrado por agentes e informantes de la Real Policía del Ulster, en particular el informante Harry Kirkpatrick que se convirtió en supergrass (confidente) y ayudó a la detención de gran parte de los líderes del EILN. Miembros encarcelados como Jimmy Brown, Gerald Steenson, Sammy Ward, y Harry Flynn decidieron desvincularse del EILN, al cual consideraron un cartel corrompido por el narcotráfico y el crimen organizado.

## Primera guerra
Aunque todos los movimientos republicanos lucharon contra el gobierno británico en Irlanda del Norte, la OLPI comenzó su lucha en una campaña de asesinatos contra miembros del EILN (INLA por sus siglas en inglés). En marzo de 1986 INLA vengó sus mártires y asesinaron a Gerald Steenson, el líder oficial del OLPI. Tras la venganza que mandó OLPI, ambos grupos acordaron a un cese del fuego.

### Ruptura interna
Tras la disputa que acabó a finales de los ochenta, los jefes de OLPI se pusieron el uno contra el otro, con dos facciones dirigidas por Jimmy Brown (el Army Council; "Consejo Militar") y Sammy Ward (la "Belfast Brigade") peleando entre sí por el control del narcotráfico en algunos barrios norirlandeses. En 1990 OLPI-BB mató a Jimmy Brown en Belfast, y Sammy Ward parecía el siguiente jefe de OLPI.

### Purga de 1992
Sufriendo muchos daños en la prensa por los escándalos entre las facciones de la OLPI, los otros grupos republicanos en Irlanda del Norte gradualmente se hartaron de ella. El 31 de octubre de 1992 el IRA Provisional hizo una purga de militantes del OLPI, incluyendo a Sammy Ward entre otros, e hizo a otros la práctica grotesca de kneecapping (fusilar a las rótulas de las piernas). Días después, ambas facciones de OLPI se disolvieron por su propia voluntad.

## Bajas
Según CAIN (el Archivo del Conflicto en Irlanda del Norte), 22 personas fueron asesinadas por OLPI durante su existencia: 12 civiles, seis militantes del EILN, dos policías o soldados británicos, y dos protestantes paramilitares.